# Arlós
Arlós es una parroquia del concejo de Llanera, en el Principado de Asturias (España). Alberga una población de 398 habitantes (INE 2011) en 149 viviendas. Ocupa una extensión de 11,58 km².  tiene una altitud media de 305msnm y su punto más alto se sitúa en 460msnm
Está situada en la zona noroccidental del concejo. Limita al norte con las parroquias de Villa, Molleda y Cancienes, situadas en el concejo de Illas la primera y en el de Corvera de Asturias las otras dos; al este, con la de Ferroñes; al sur, con la de Bonielles; y al oeste, con la de Santa Cruz de Llanera.

## Poblaciones
Según el nomenclátor de 2011 la parroquia está formada por las poblaciones de:
- Barredo (Barréu en asturiano y oficialmente) (lugar): 90 habitantes.
- Carbayal (lugar): 2 habitantes.
- Cenizal (El Cenizal) (lugar): 46 habitantes.
- Lavares (Llavares) (lugar): 173 habitantes.
- Vendón (lugar): 80 habitantes.
- Verdera (lugar): 7 habitantes.

## Clima
Los veranos son Templados y duran unos 3 meses, a su vez el invierno es fresco y húmedo y dura unos 5 meses. Los fenómenos climatológicos extremos son frecuentes, durante el último año la media de días de nieve fue de seis concentrándose solo en los meses de invierno. Las heladas son frecuentes durante los meses de invierno.
| Parámetros climáticos promedio de Arlós | Parámetros climáticos promedio de Arlós | Parámetros climáticos promedio de Arlós | Parámetros climáticos promedio de Arlós | Parámetros climáticos promedio de Arlós | Parámetros climáticos promedio de Arlós | Parámetros climáticos promedio de Arlós | Parámetros climáticos promedio de Arlós | Parámetros climáticos promedio de Arlós | Parámetros climáticos promedio de Arlós | Parámetros climáticos promedio de Arlós | Parámetros climáticos promedio de Arlós | Parámetros climáticos promedio de Arlós | Parámetros climáticos promedio de Arlós |
| Mes                                     | Ene.                                    | Feb.                                    | Mar.                                    | Abr.                                    | May.                                    | Jun.                                    | Jul.                                    | Ago.                                    | Sep.                                    | Oct.                                    | Nov.                                    | Dic.                                    | Anual                                   |
| --------------------------------------- | --------------------------------------- | --------------------------------------- | --------------------------------------- | --------------------------------------- | --------------------------------------- | --------------------------------------- | --------------------------------------- | --------------------------------------- | --------------------------------------- | --------------------------------------- | --------------------------------------- | --------------------------------------- | --------------------------------------- |
| Temp. máx. abs. (°C)                    | 17                                      | 19                                      | 20                                      | 26                                      | 32                                      | 37                                      | 38                                      | 34                                      | 27                                      | 23                                      | 20                                      | 19                                      | 38                                      |
| Temp. máx. media (°C)                   | 8                                       | 9                                       | 12                                      | 16                                      | 19                                      | 20                                      | 22                                      | 20                                      | 17                                      | 12                                      | 11                                      | 9                                       | 14.5                                    |
| Temp. mín. media (°C)                   | -2                                      | -1                                      | 1                                       | 6                                       | 10                                      | 14                                      | 16                                      | 15                                      | 12                                      | 9                                       | 5                                       | 1                                       | 7.1                                     |
| Temp. mín. abs. (°C)                    | -19                                     | -13                                     | -15                                     | -6                                      | 0                                       | 4                                       | 8                                       | 6                                       | 5                                       | 1                                       | -5                                      | -11                                     | -19                                     |
| Precipitación total (mm)                | 129.9                                   | 115.5                                   | 78.8                                    | 65.4                                    | 51.6                                    | 29.9                                    | 25.3                                    | 35.5                                    | 55.8                                    | 84.4                                    | 108.2                                   | 130.0                                   | 973.0                                   |
| Fuente: Aemet 20 de octubre de 2012     |                                         |                                         |                                         |                                         |                                         |                                         |                                         |                                         |                                         |                                         |                                         |                                         |                                         |